# Wiktor Tołoczko
Wiktor Tołoczko (ur. 12 grudnia 1958 w Szczecinku) – polski samorządowiec, w latach 2006–2014 starosta powiatu pyrzyckiego. Od 2010 roku jest radnym powiatu pyrzyckiego, a w latach 2002–2010 pełnił funkcję radnego Rady Miejskiej w Pyrzycach.     

## Życiorys
Uzyskał wykształcenie wyższe, z zawodu jest nauczycielem i trenerem. Był dyrektorem Powiatowego Urzędu Pracy w Pyrzycach, następnie został zastępcą dyrektora Zachodniopomorskiego Ośrodka Doradztwa Rolniczego w Barzkowicach.

### Działalność polityczna
Wstąpił do Platformy Obywatelskiej RP. W wyborach samorządowych w 2002 roku uzyskał mandat radnego gminy Pyrzyce, kandydując z list PO uzyskał 107 głosów (4,65%). W tych samych wyborach bezskutecznie kandydował na urząd burmistrza Pyrzyc, odpadł w pierwszej turze z wynikiem 687 głosów (9,27%). W listopadzie tego samego roku został wybrany wiceprzewodniczącym Rady Miejskiej w Pyrzycach. W wyborach parlamentarnych w 2005 roku bezskutecznie kandydował do Sejmu z list PO, uzyskał wówczas 1659 głosów (0,54%).
W wyborach samorządowych w 2006 roku został ponownie wybrany radnym miejskim, uzyskał 796 głosów (32,69%). Kandydował także bezskutecznie na burmistrza Pyrzyc, w drugiej turze przegrał z Kazimierzem Lipińskim uzyskując 2358 głosów (41,01%). 4 grudnia tego samego roku został wybrany starostą powiatu pyrzyckiego zastępując na tej funkcji Władysława Duszę. W wyborach samorządowych w 2010 roku został wybrany radnym powiatowym z wynikiem 804 głosów (10,50%). 12 stycznia 2011 roku został ponownie wybrany starostą. Został przewodniczącym pyrzyckich struktur Platformy Obywatelskiej. W wyborach w 2014 roku ponownie został wybrany radnym powiatu uzyskując 410 głosów (6,08%). 1 grudnia tego samego roku na funkcji starosty zastąpił go Kazimierz Lipiński, został natomiast wybrany przewodniczącym Komisji Budżetu, Gospodarki, Wsi, Rolnictwa i Ochrony Środowiska. W wyborach parlamentarnych w 2015 roku bezskutecznie kandydował do Sejmu, uzyskał wówczas 938 głosów (0,25%). W lutym 2017 roku został nieetatowym członkiem zarządu powiatu pyrzyckiego w zarządzie Stanisława Stępienia. W wyborach w 2018 roku został ponownie wybrany radnym powiatowym, uzyskał 579 głosów (7,48%). W wyborach parlamentarnych w 2019 roku ponownie bezskutecznie kandydował do Sejmu, uzyskał 788 głosów (0,17%).

## Odznaczenia i wyróżnienia
- Srebrna Odznaka Honorowa Gryfa Zachodniopomorskiego[19]